# Boldizsár József (plébános)
Boldizsár József (Földvár, Tolna vármegye, 1846. március 13. – Verpelét, 1923. május 16.) katolikus plébános.

## Élete
Közbirtokos szülők gyermeke. A gimnázium nyolc osztályát a pesti kegyesrendieknél végezte. 1866-ban az egri papnövendékek közé lépett. 1870. augusztus 1-jén áldozópappá szenteltetett; ezután mint káplán Tardon és Kápolnán működött. 1873. október 10-én hasonló minőségben Gyöngyöspatára küldték. 1882 július elején helyettes lelkésznek az alsómiskolci parókia vezetésével bízták meg. 1886. július 10-én önálló lelkész lett Kunhegyesen.
Értekezései az Egri Egyházm. Közlönyben (1872-76.) és a Borsod-Miskolci Közlönyben (1884) jelentek meg. Pyrker legendáiból a M. Koronában (1881) közölt fordításokat.

## Munkái
- Az alsó-miskolczi r. kath. egyházközség egyházi elnökének évi jelentése. Miskolcz, 1883.
- Ugyanaz 1885-ről. Uo.